# 郑朝宗
郑朝宗（1910年或1912年7月—1998年10月20日），字海夫，男，福建福州人，中国古典文学研究家，曾任福建省文联副主席，中华诗词学会顾问。

## 家庭
妻子林铭清。